# Estela Metternich

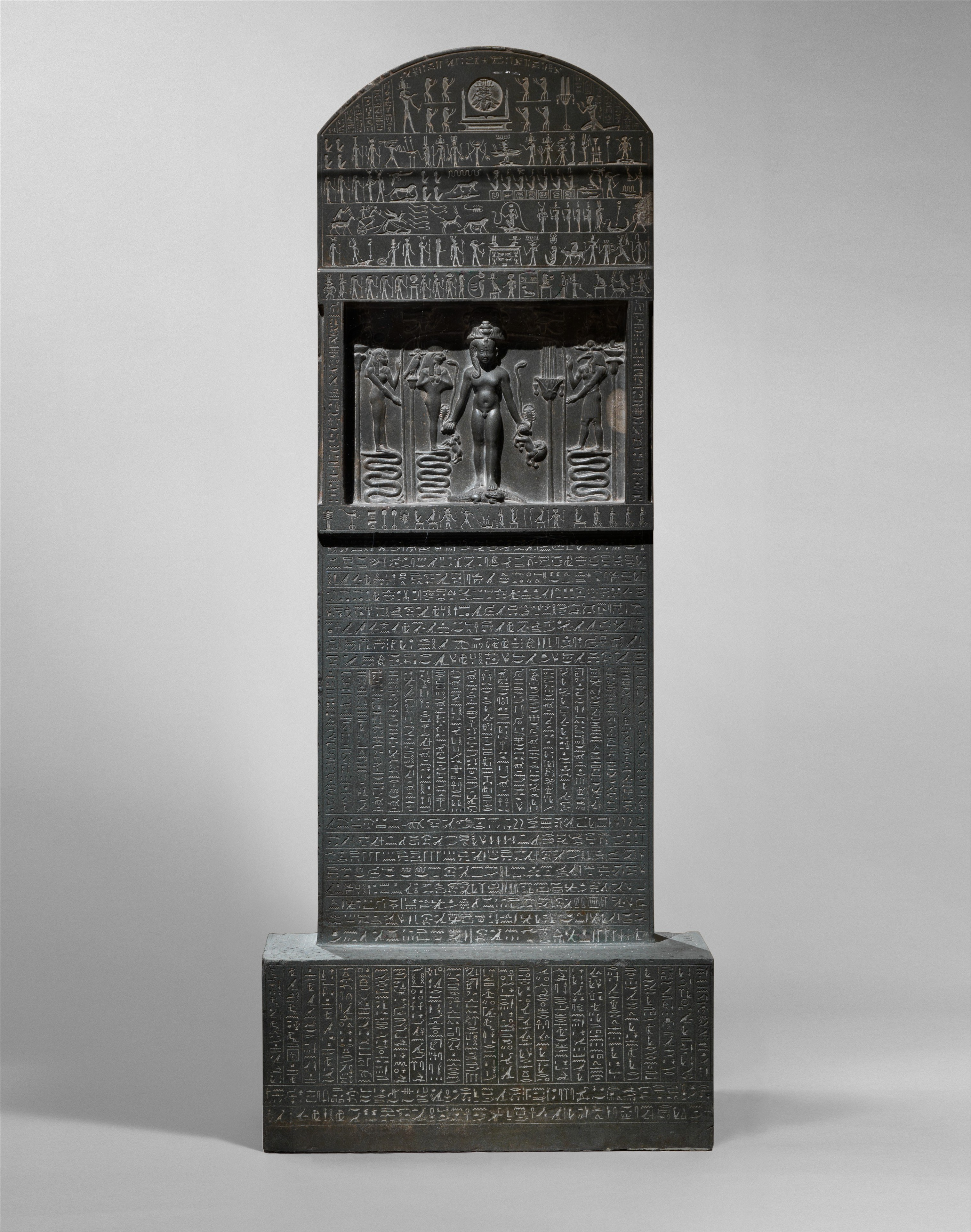
Estela Metternich en el MET.

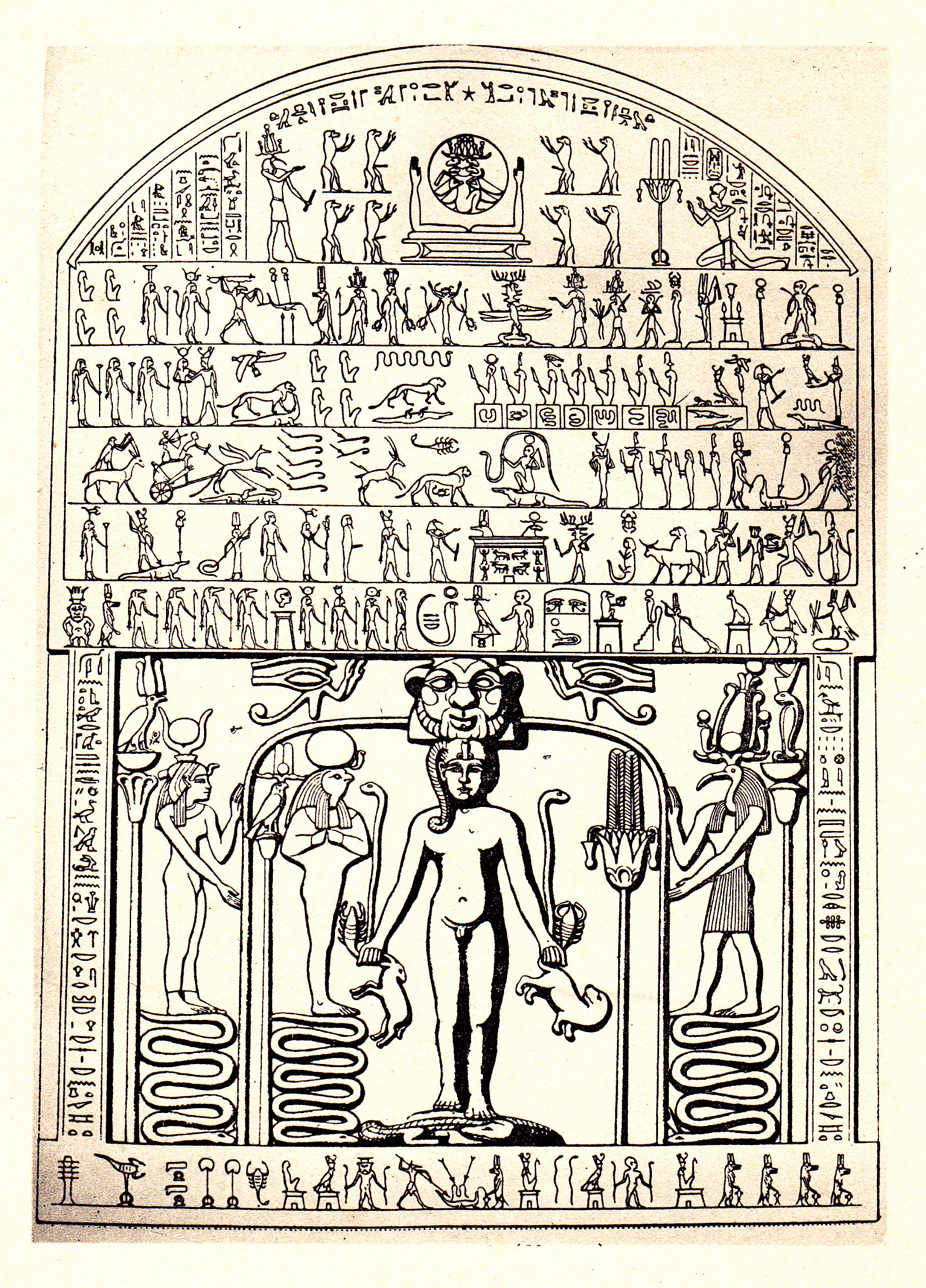
Detalle de la parte superior de la Estela Metternich.

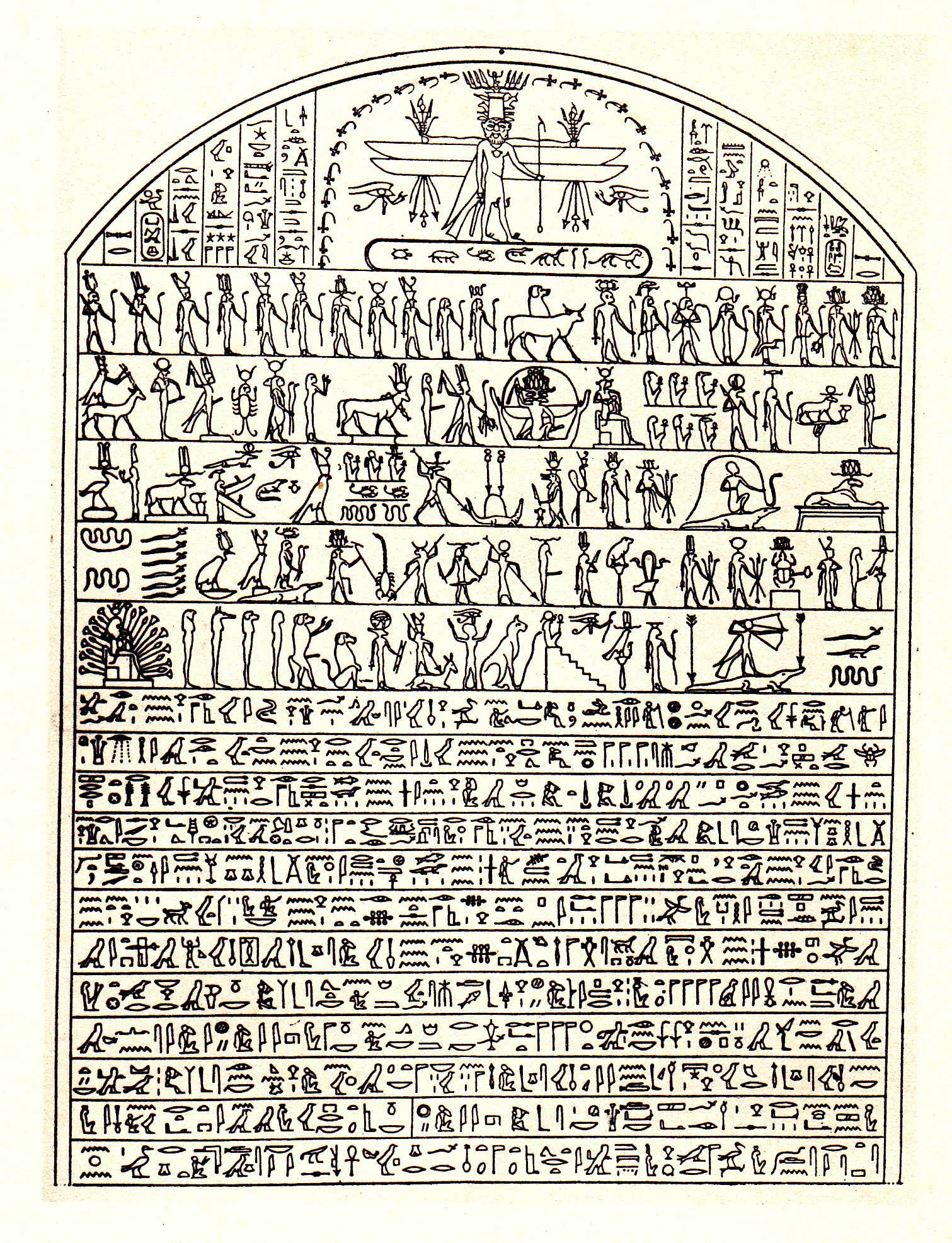
Detalle del reverso de la parte superior de la Estela Metternich.

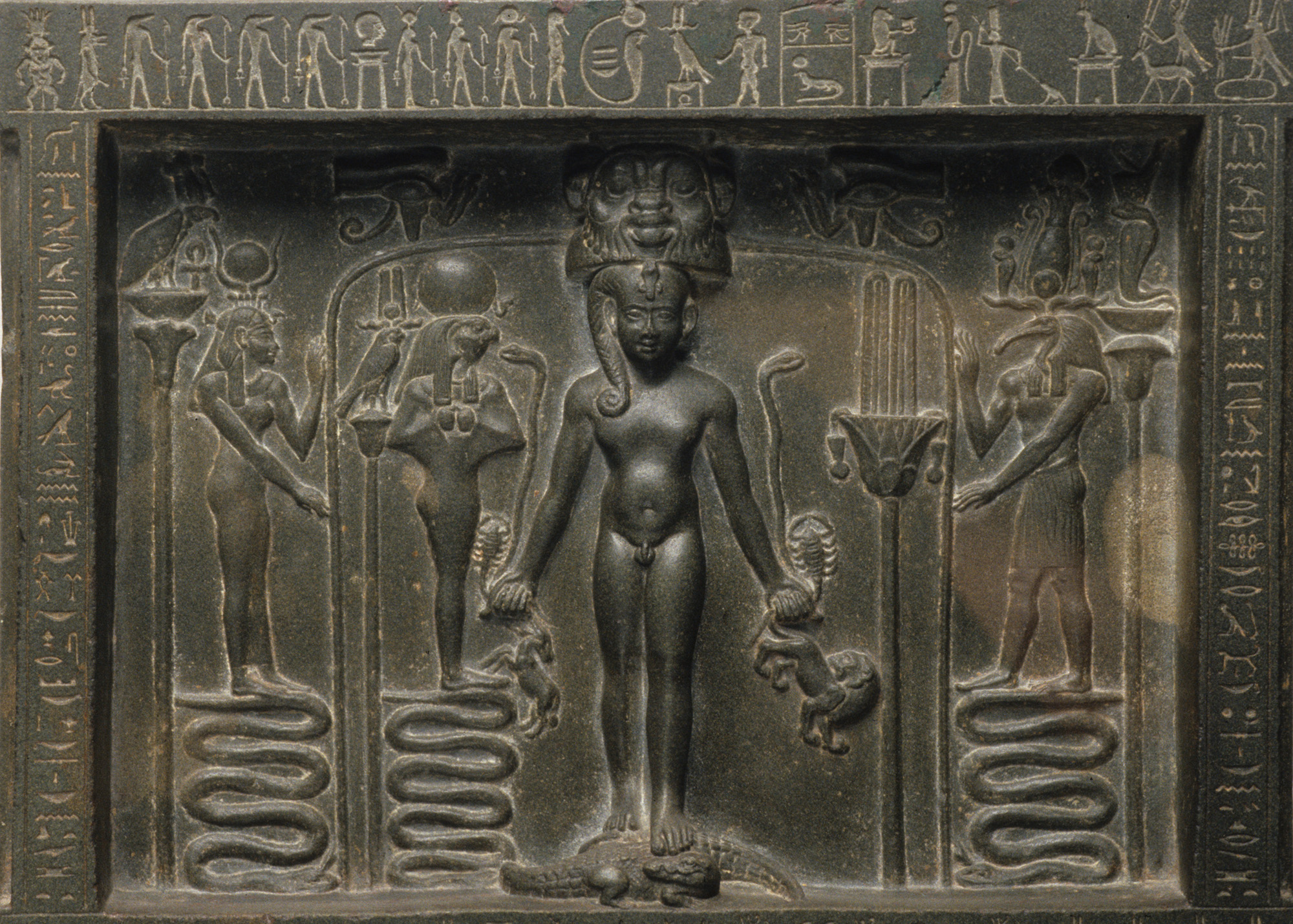
Detalle de la parte central con Horus niño sobre cocodrilos como protagonista.

La estela Metternich es una estela mágico-sanadora que forma parte de la Colección Egipcia del Museo Metropolitano de Arte de Nueva York. Data de la dinastía XXX de Egipto, alrededor de 360-343 a. C., durante el reinado de Nectanebo II. La procedencia de la estela es desconocida.

## Historia
Pertenece a un grupo de estelas conocidas como 'Cipos de Horus' o 'Estelas de Horus sobre los cocodrilos'. Este tipo de estelas se usaron para proteger al antiguo pueblo egipcio de animales peligrosos como cocodrilos y serpientes. La estela mágica protectora de Metternich es una de las más grandes y completas de este tipo. 
Se teoriza que en el reinado de Nectanebo II, un sacerdote llamado Esatum viajó al lugar de enterramiento de los toros de Mnevis en Heliópolis. Allí descubrió ciertas inscripciones que pensó que eran interesantes y ordenó que fueran copiadas en un gran bloque de piedra. Allí se creó la estela y se mantuvo durante muchos años hasta que Alejandro Magno derrotó a los persas en Egipto y entonces fue llevada a Alejandría. 
Durante más de dos mil años, la estela estuvo desaparecida hasta que fue descubierta en una pared excavada en un monasterio franciscano. La estela fue presentada al estadista austríaco Príncipe Metternich en 1828 por Muhammad Ali Pasha, gobernante de Egipto. Metternich se la llevó a su castillo Kynžvart (Bohemia) donde estuvo hasta 1950, cuando fue comprada por el Museo Metropolitano de Arte.

## Características
La estela consta de un bloque grande en horizontal, a modo de pedestal o base que está conectado a un bloque vertical más delgado con una parte superior curva. Sus dimensiones: altura de 83,5 cm y ancho de 33,5 cm. La pieza estaba hecha de un enorme bloque de piedra de grano fino, duro, gris-verdoso hecha de grauvaca. La estela está bien conservada con solo algunas pequeñas lascas visibles.
La parte superior de la estela representa un disco solar que identifica a Ra, el dios del sol de la religión del Antiguo Egipto. A cada lado de Ra hay cuatro babuinos. Al extremo izquierdo de los babuinos está el dios mensajero Tot. Al extremo derecho está el faraón reinante Nectanebo II inclinándose ante Ra. 
La parte principal del relieve está separada por la parte superior con cinco líneas de jeroglíficos. El centro de la estela representa a Horus como niño de pie, sobre cocodrilos. Sobre su cabeza está el rostro de Bes, que es el guardián del recién nacido y del parto. Horus sostiene en cada mano una serpiente y un escorpión, junto con un león en su mano izquierda y un orix en su mano derecha.
En la parte más cercana a la izquierda de Horus está Ra-Horajti, que es la combinación de los dos dioses celestiales Horus y Re, de pie sobre una serpiente y rodeando a ambos, dos símbolos divinos. En el extremo izquierdo del relieve está su madre, Isis de pie sobre una serpiente y a su izquierda está el estandarte de la diosa buitre del sur. En la extrema derecha está nuevamente el dios Tot de pie sobre una serpiente y, a su derecha, el estandarte de la diosa serpiente del norte. Sobre los dioses están los ojos de Horus, el sol y la luna. 
El resto de la estela está cubierta con jeroglíficos de arriba abajo y también en ambos lados. Estos jeroglíficos documentan las historias de los dioses y sus experiencias con animales venenosos. También hay muchas maldiciones y hechizos para diferentes tipos de enfermedades causadas por estos animales. 
Otro punto de interés de la estela está en la parte superior del reverso. Hay un hombre alado que representa al demoníaco dios solar Harmeti. Está de pie sobre sus enemigos, que son animales malvados encerrados en un rectángulo redondeado para evitar que escapen.

## Mitología
La función principal de la estela Metternich era la curación mágica de los venenos, principalmente causados por animales. Se derramaba agua sobre la estela y se recogía para ser bebida por la persona que padecía el veneno. Esa persona se identificaría con el niño Horus que también había sufrido esas tragedias. Durante todo el proceso, los sacerdotes locales recitaban ritos religiosos presentes en la estela.
Los primeros hechizos en la estela están relacionados con reptiles y otras criaturas dañinas. El más prominente era el demonio serpiente Apofis que era el enemigo de Ra, el equivalente del demonio. El hechizo obligaría a la serpiente a decapitarse y quemarse en pedazos. La segunda mitad del hechizo obligaría a la serpiente a vomitar, y mientras el sacerdote recitaba el correspondiente hechizo, la persona enferma también vomitaría liberando su cuerpo del veneno.
El siguiente hechizo era dirigido hacia un gato. El gato, que contenía un poco de dios o de diosa y podría destruir cualquier tipo de veneno. El hechizo pide que Ra ayude al gato cuando lo necesite.
La mayoría de las estelas de este tipo tienen inscripciones que describen historias como las anteriores en relación con el envenenamiento y los hechizos para curarse. El más famoso es la Historia de Isis y los Siete Escorpiones. La historia ocupa la mayoría de la estela y es la más referenciada cuando se trata de dolencias relacionadas con venenos. 
Con Isis, la madre de Horus, junto con su padre Osiris, gobernante del mundo de los vivos, Osiris fue asesinado por su hermano Set, que estaba celoso de su poder. Cuando Isis y Neftis descubrieron el desenlace fatal, devolvieron a Osiris a la vida con el uso de la magia. Set se enfureció y mató a Osiris una vez más, pero esta vez cortó su cuerpo en muchas partes que dispersó por todo Egipto. Osiris, de esta manera, se convertiría en el rey de los muertos y el inframundo, mientras que la tierra de los vivos no estaba gobernada por nadie. 
Set estaba contento pensando que se convertiría en el rey de los vivos, pero lo que no sabía era que Isis estaba embarazada del hijo de Osiris y que se convertiría en el rey de los vivos por su derecho de nacimiento. Después de que Isis diera a luz a Horus, pensó que llegaría a ser el nuevo rey de los vivos, pero una vez que Set descubrió que ya no lo sería, se puso muy furioso.
En este punto, comienza el encantamiento en la estela mágica. Set hizo que el niño fuera picado y envenenado por un escorpión, que a menudo se asocia con el demonio serpiente, Apofis. Isis, muy apenada por esa atrocidad que causó la muerte de su hijo, llamó a Ra y le pidió su ayuda. Ra envió a Tot, que mediante hechizos devolvió al niño a la vida. Desde este punto, Ra actuaría como defensor de Horus, tal como lo hubiera hecho su padre Osiris si hubiera estado vivo. 
Horus consiguió revivir, pero más tarde en su lucha contra Set para ver quién se convertiría en el rey de los vivos, el ojo de Horus fue arrancado por Set, que ganó la batalla. De aquí proviene el famoso símbolo del 'Ojo de Horus'. Set entonces sería el rey de los vivos. 
Pero Isis no podía quedarse con las manos cruzadas y permitir que esto sucediera porque su hijo era el gobernante legítimo. Fue al inframundo disfrazada y buscó a Set, contándole cómo un hombre malvado le quitó algo a su hijo que era suyo. Set ordenó que se corrigiera esto, sin saber de quién se trataba. Entonces, Isis se presentó sin disfraz a Set a lo que él trató de retractarse, pero Ra, testigo del suceso, hizo a Horus el rey de los vivos. 
La mayoría de la estela está relacionada con la forma en que Horus fue envenenado y luego curado. Los antiguos egipcios también usarían esta cura para los que sufrieron algún tipo de veneno. Los enfermos tendrían el espíritu de Horus dentro de ellos y se curarían igual que él. Las historias inscritas en esta estela, especialmente la relacionada con Isis y Horus, son las más completas que se han encontrado en cualquier otro monumento.